# Grevbäcks kyrka
Grevbäcks kyrka är en kyrkobyggnad som sedan 2002 tillhör Hjo församling (tidigare Grevbäcks församling) i Skara stift. Den ligger i samhället Grevbäck omkring sju kilometer nordost om centralorten i Hjo kommun.

## Kyrkobyggnaden
Kyrkan består av ett rektangulärt långhus med ett smalare, rakt avslutat kor i öster. Två snarlika kvadratiska utbyggnader ligger öster om koret. Södra utbyggnaden är ett gravkor,den norra är numera sakristia. Huvudingången går genom vapenhuset som ligger vid långhusets sydvästra sida. Vid långhusets västgavel finns ännu en ingång. Kyrkans murar är på en del ställen över 1,5 meter breda och består av kraftiga gråstensblock. Alla murar, utom gravkorets, är vitputsade. Kyrkan har stickbågiga fönsteröppningar. Långhuset och koret har branta sadeltak medan vapenhuset har ett något flackare sadeltak. Sakristian och gravkoret har tälttak. Alla tak är täckta med plåt.

## Historik
Kyrkans byggnadshistoria är till största delen okänd, men uppenbarligen har den uppförts i två skilda etapper. Nuvarande kor är kyrkans äldsta del, troligen uppförd under första hälften av 1300-talet. Under en tid fungerade koret ensamt som gudstjänstrum. Alternativt var koret ihopbyggt med en träkyrka. Korets norra sida har en igenmurad öppning kantad av storformatstegel vilket tyder på att en sakristia legat norr om koret. Omkring ett århundrade senare förlängdes kyrkan åt väster med ett nytt långhus av sten. Troligen härstammar även vapenhuset från medeltiden. Under slutet av 1600-talet lät familjen Jernsköld bygga ett gravkor åt sig vid korets norra östsida. Detta gravkor omvandlades senare till sakristia. Söder om nuvarande sakristia samt öster om koret uppfördes under 1700-talet det Lagerbergska gravkoret. En restaurering genomfördes 1889 efter ritningar av arkitekt Adrian C. Peterson då exteriör och interiör omdanades i konsekvent nyromantik. Vid en restaurering utförd 1945 av Ärland Noréen återfick kyrkorummet sin 1700-talskaraktär.

## Inventarier
- Ett antal krucifix finns i kyrkan som troligen är medeltida.
- Ett krucifix som tidigare hängde över altartavlan flyttades i början av 1980-talet till sin nuvarande plats ovanför predikstolen. Krucifixet anses vara medeltida.
- Ett krucifix är sedan 1945 placerat i sakristian och är möjligen ett Precht-arbete.
- Predikstolen skänktes till kyrkan 1683 av Hård på Ekhammar. Den återinsattes vid renoveringen 1945.
- Dopfunten av trä är från 1758 och återinsattes i kyrkan vid renoveringen 1945.
- Ovanpå altaret står en triptyk vars mittdel härstammar från 1800-talsinredningen. Den är en Golgatascen utförd av bildhuggaren Carl Johan Dyfverman, Stockholm. Från början var bilden brunbetsad men vid restaureringen 1945 lät konservator Olle Hellström färglägga den och förse den rikligt med guld. Olle Hellström tillverkade då även triptykens båda flyglar som framställer syndafallet och uppståndelsen.
- Första orgeln tillkom på 1600-talet och var en gåva av fru Ingrid Örnvinge på Ulvhult. Vid en visitation 1705 påpekade biskop Jesper Swedberg att orgeln var "råstad och nog förderfwad"
- Nuvarande orgel är byggd av E. A. Setterquist & Son, Örebro och kom till kyrkan 1930. 1953 genomgick orgeln en ombyggnad.

## Omgivning
- Strax intill kyrkan står en medeltida, spånklädd klockstapel, byggd samtidigt med klockstapeln i Brevik (före 1350).
- Vid kyrkogårdens södra mur finns en stiglucka. Över dess rektangulära öppning är följande inskrift inhuggen: "Gifwen ifrån Ulfhult År 1758". 1958 och 2022 konserverades stigluckan.

## Bildgalleri

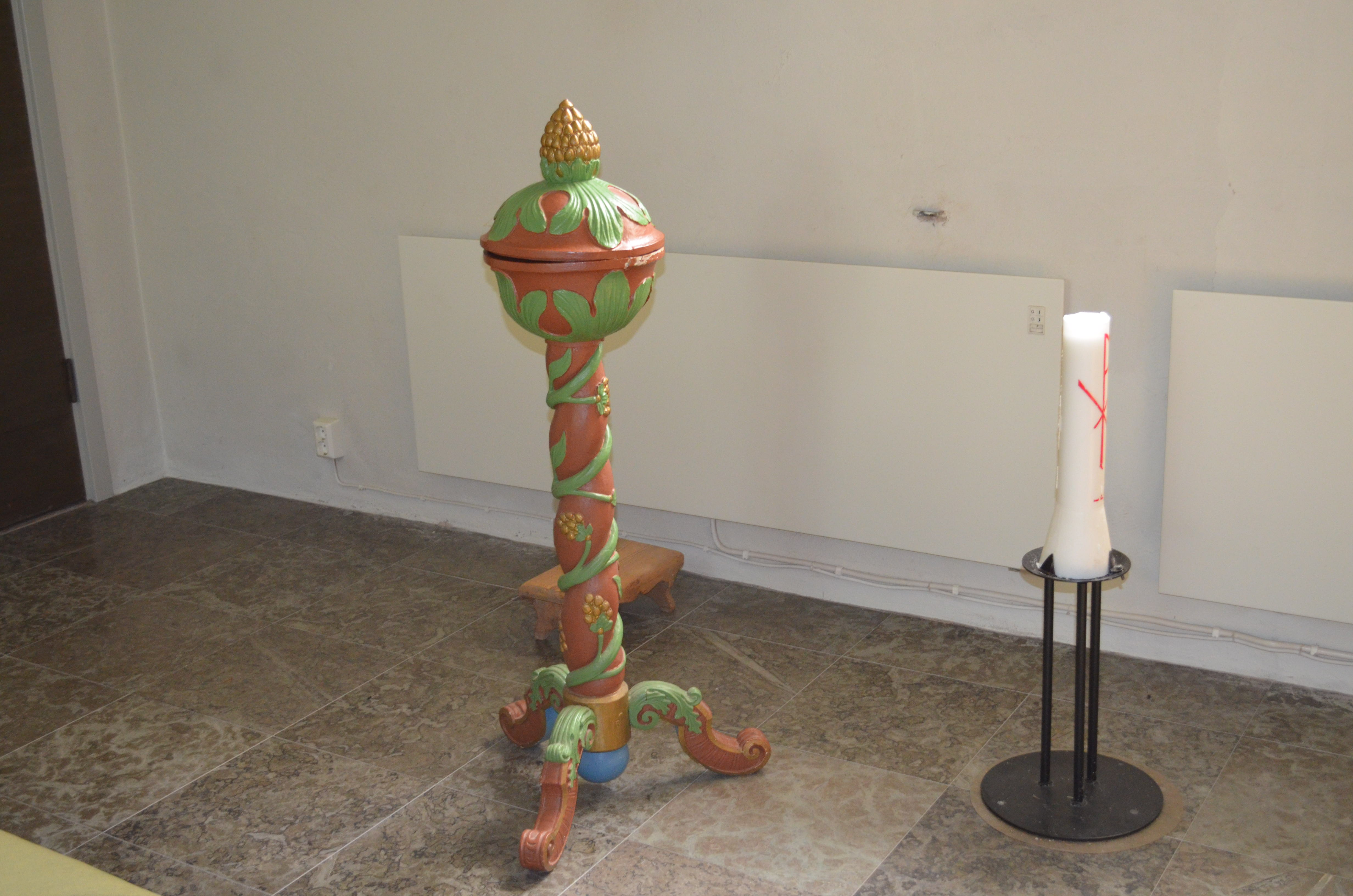
Grevbäcks kyrkas dopfunt
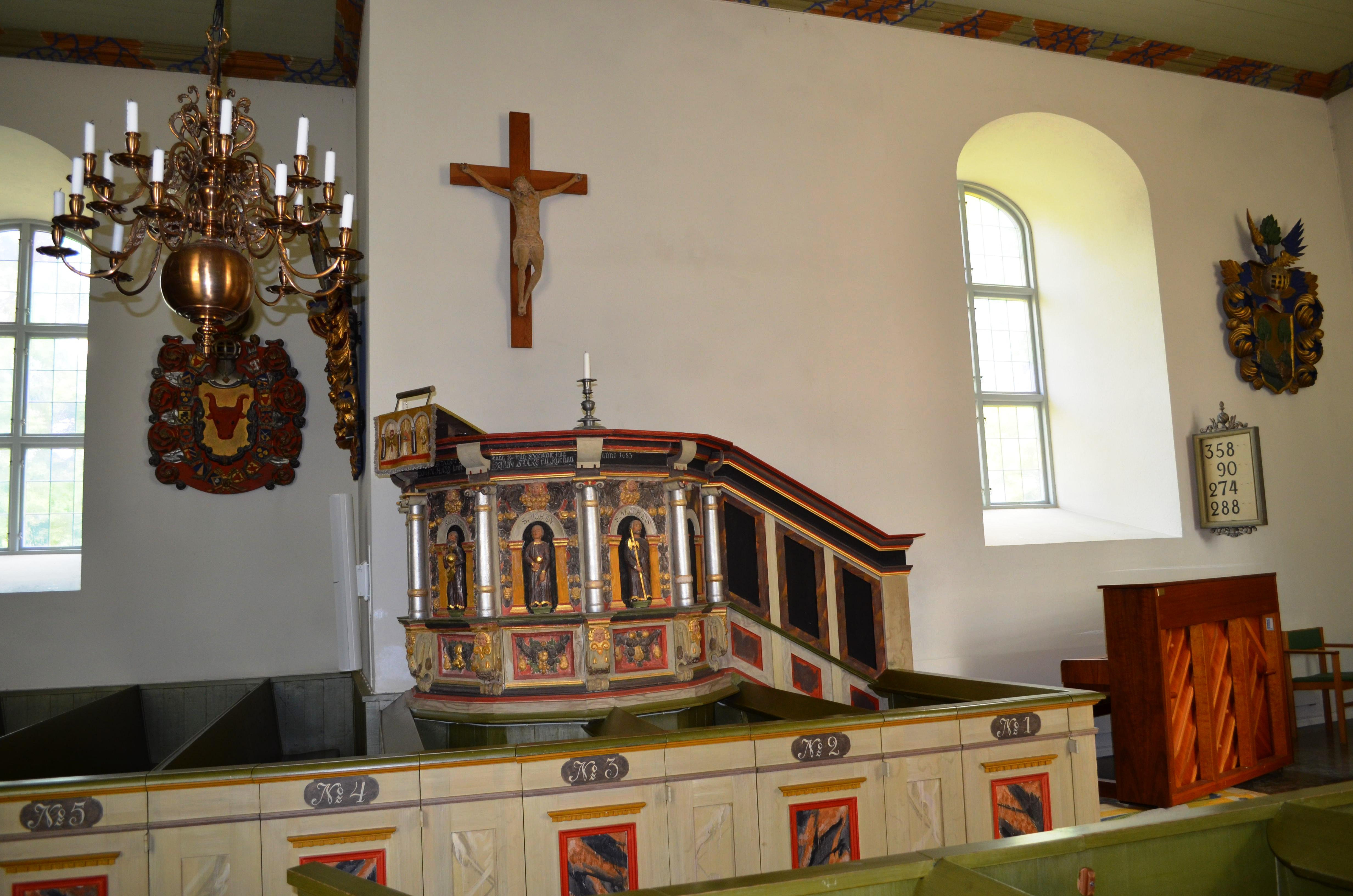
Grevbäcks kyrkas predikstol
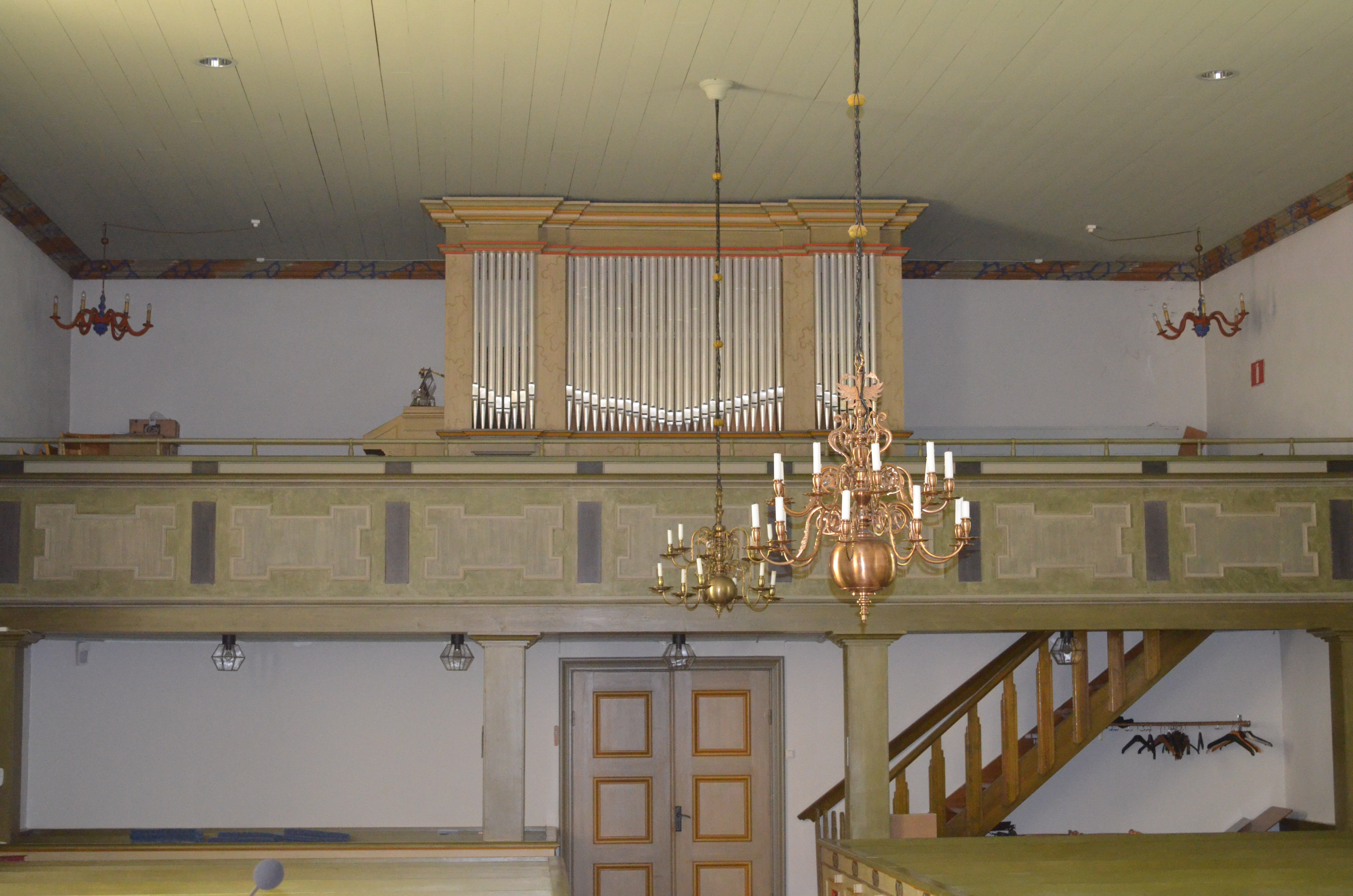
Grevbäcks kyrkas kyrkorgel
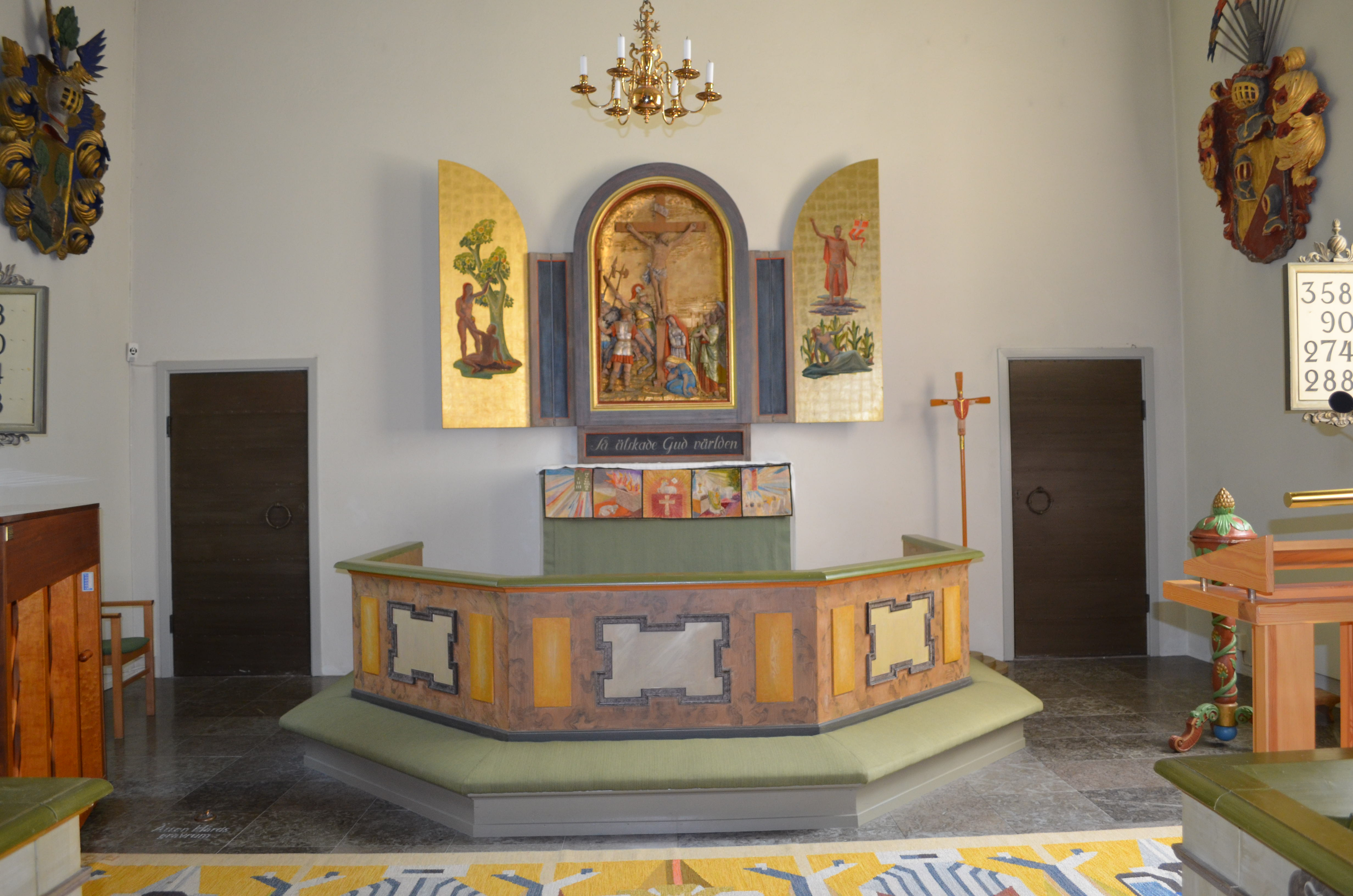
Grevbäcks kyrkas altare
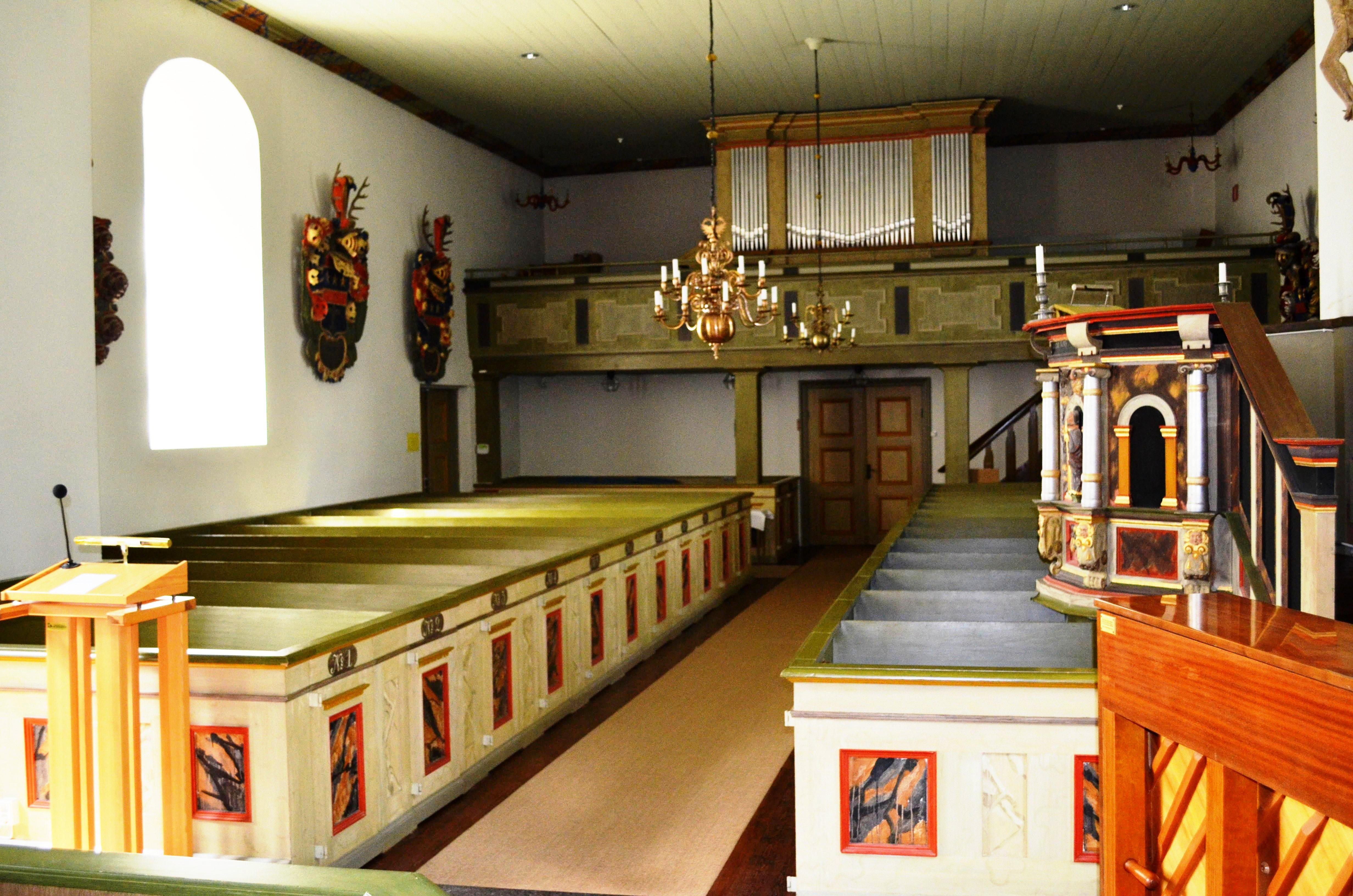
Grevbäcks kyrkas kyrkorum 2014